# Télécommunications
 (mai 2018).
Les télécommunications sont définies comme la transmission d’informations à distance en utilisant des technologies électronique, informatique, de transmission filaire, optique ou électromagnétique. Ce terme a un sens plus large que son acception équivalente officielle « communication électronique ». Elles se distinguent ainsi de la poste qui transmet des informations ou des objets sous forme physique.
Les télécommunications dont les prémices datent, entre autres, des signaux de fumée et du télégraphe optique, concernent depuis le début du XXe siècle l'utilisation d'équipements électriques puis électroniques associés à des réseaux analogiques ou numériques comme le téléphone fixe et mobile, la radio, la télévision ou les ordinateurs connectés à Internet. Elles constituent une partie importante de l'économie et font l'objet de régulations au niveau mondial.
Robert Hooke invente en 1667 le premier téléphone de l'histoire : le téléphone à ficelle. Par la suite, au XIXe, des inventeurs comme Antonio Meucci, Alexander Graham Bell ou Guglielmo Marconi ont mis au point des dispositifs de communication comme le télégraphe, le téléphone ou la radio. Ceux-ci ont révolutionné les moyens traditionnels tels que les pavillons ou le télégraphe optique Chappe.
L'installation sous les océans de câbles sous-marins raccordés aux réseaux terrestres permet le transit des données sur de très grandes distances d’un continent à un autre.

## Généralités

### Étymologie
Le mot télécommunications vient du préfixe grec tele- (τηλε-), signifiant loin, et du latin communicare, signifiant partager. Le mot télécommunication a été utilisé pour la première fois en 1902 par Édouard Estaunié, ingénieur aux Postes et Télégraphes, pour intituler un cours de l'école professionnelle des Postes et Télégraphes (ancêtre de l'École nationale supérieure des télécommunications, devenue Télécom ParisTech) dont il est directeur de 1901 à 1910. Le terme est repris et popularisé en 1904 par Édouard Estaunié dans son Traité pratique de télécommunication électrique, pour désigner les multiples réseaux créés tout au long du XIXe siècle pour assurer la diffusion des signaux écrits et sonores.

### Définition
Les télécommunications (abrév. fam. télécoms), sont considérées comme des technologies et techniques appliquées et non comme une science.
On entend par télécommunications toute transmission, émission et réception à distance, de signes, de signaux, d’écrits, d’images, de sons ou de renseignements de toutes natures, par fil électrique, radioélectricité, liaison optique, ou autres systèmes électromagnétiques.

## Histoire

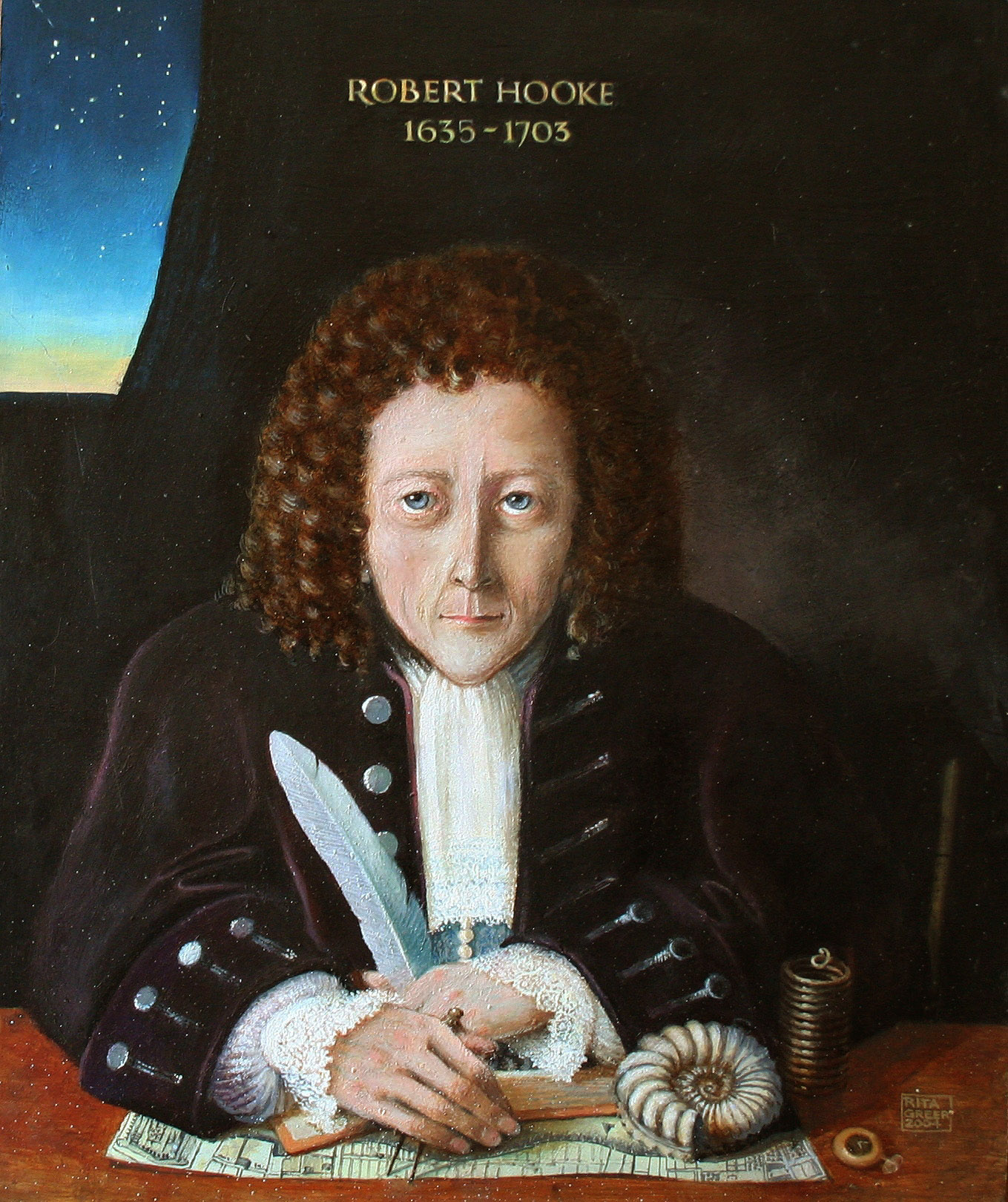
Robert Hooke, inventeur du premier téléphone, reconstruction à partir des descriptions de ses collègues Aubrey et Waller

### Origine des télécommunications
Les moyens simples naturels anciens comme la parole ou les signaux à vue, permettent de communiquer à courte distance. Le besoin de communiquer à plus grande distance dans les sociétés humaines organisées a amené très vite à développer des télécommunications primitives : tambours, signaux de fumée, langage sifflé, etc.
Certains de ces types de communications, comme les pavillons, sémaphores ou héliographes sont encore utilisés dans la marine, même si cet usage est devenu marginal.

### Télégraphe et téléphone

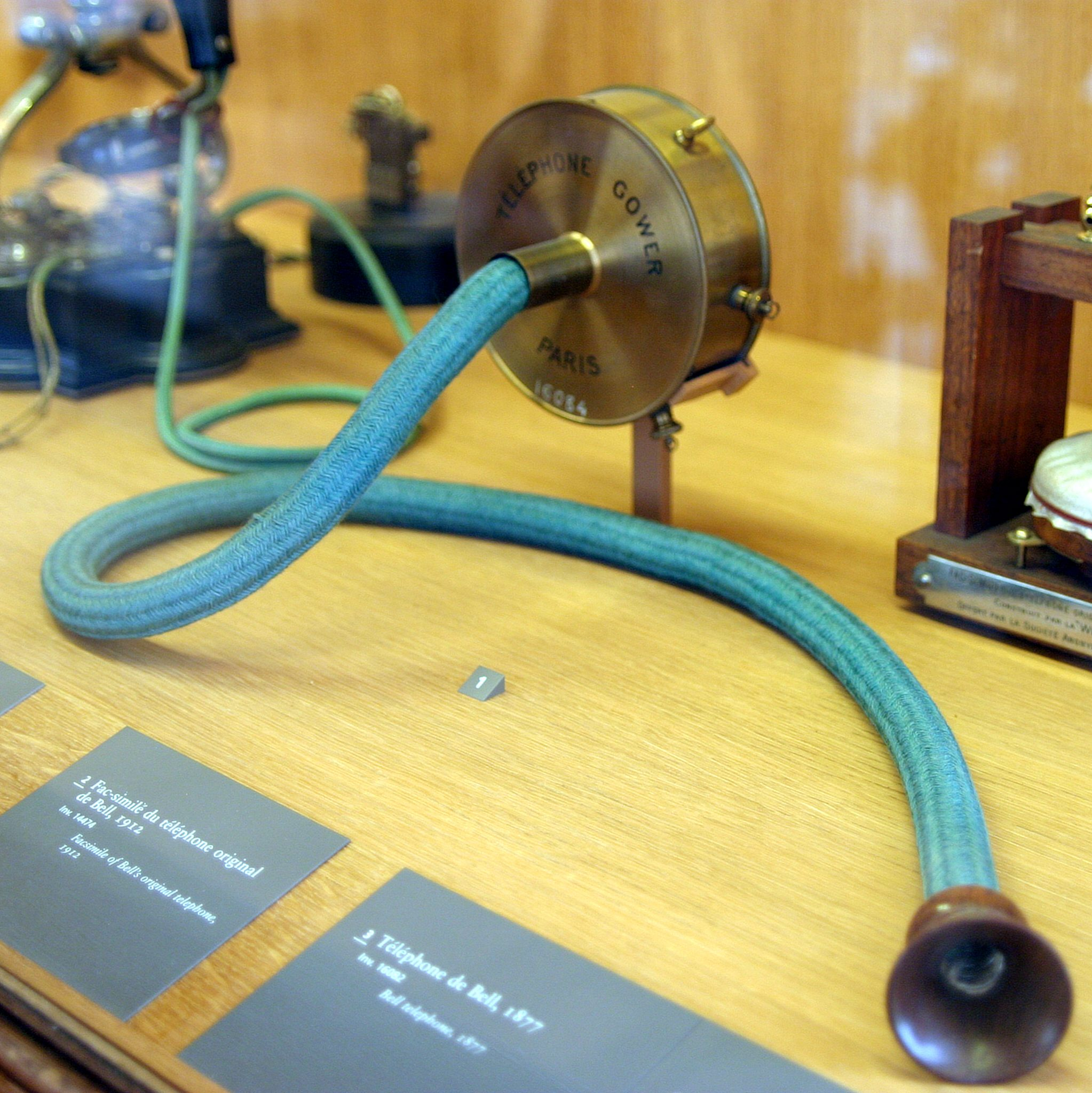
Un téléphone Gower de 1879 au Musée des arts et métiers à Paris.

Bien que la communication par signaux optiques entre des points hauts soit très ancienne, on doit à l'ingénieur Claude Chappe la création à partir de 1794 du premier réseau simple et efficace de transmission optique de messages. Ce réseau qu'il a nommé « télégraphe » fut développé sur les grands axes français et resta en service jusqu'en 1848.
Le premier service commercial de télégraphie électrique fut construit par Charles Wheatstone et William Fothergill Cooke, et ouvrit en 1839. C’était une amélioration du télégraphe électromagnétique inventé auparavant. Samuel Morse développa indépendamment une version de télégraphe électrique, qu’il montra le 2 septembre 1837. Le code Morse était une avancée importante comparé au télégraphe de Cooke et Wheatstone.
Le premier câble télégraphique transatlantique opérationnel fut mis en service le 27 juillet 1866 entre Terre-Neuve et l’Irlande. Sa longueur était de 3 450 km pour un poids total de 7 000 tonnes.
Le téléphone classique fut inventé indépendamment par Alexander Bell et Elisha Gray en 1876. Cependant, c'est Antonio Meucci qui inventa le premier dispositif permettant la transmission de la voix à l'aide d'une ligne parcourue par un signal.

### Télécommunications et sciences
Le domaine des télécommunications est un lieu de convergence et d'interaction entre différentes technologies et disciplines scientifiques.
Les mathématiques et plus particulièrement les mathématiques appliquées sont à la base du développement des théories du traitement du signal (modernisation des télécommunications), de la cryptologie (sécurisation des échanges), de la théorie de l'information et du numérique.
La physique a permis grâce au développement des mathématiques d'édifier la théorie de l'électromagnétisme. Sont apparus alors les premiers postes à galène, puis les tubes à vides, les semi-conducteurs et l'opto-électronique, qui sont à la base de l'électronique. L'électromagnétisme, en particulier l'étude des phénomènes de propagation, permet de modéliser la propagation des ondes à travers un canal, qu'il soit filaire (coaxial, fibre optique…) ou sans fil (propagation hertzienne). De même, l'invention du laser par les physiciens a ouvert la voie aux communications par fibres optiques modernes (prix Nobel de physique 2008).
La chimie, par le biais de l'affinement des processus chimiques, a permis de réduire le poids et d'allonger l'autonomie des batteries, autorisant l'emploi d'appareils portables de télécommunications.
L'informatique fondamentale et appliquée quant à elle a révolutionné le monde de la communication à distance par le développement des langages de programmation et des programmes informatiques (génie logiciel) associés à la microélectronique.

## Technique des télécommunications

### Principes
Une liaison de télécommunications comporte trois éléments principaux :
- un émetteur qui prend l’information et la convertit en signal électrique, optique ou radioélectrique ;
- un média de transmission, pouvant être une ligne de transmission, une fibre optique ou l'espace radioélectrique, qui relie émetteur et récepteur ;
- un récepteur qui reçoit le signal et le convertit en information utilisable.

Par exemple, en radiodiffusion, l’émetteur de radiodiffusion émet grâce à son antenne la voix ou la musique, qui passe dans l’espace sous forme d’onde électromagnétique, jusqu’à un récepteur AM ou FM qui la restitue.
Les liaisons de télécommunications peuvent être monodirectionnelles, comme en radiodiffusion ou télévision, ou bidirectionnelles, utilisant alors un émetteur-récepteur. Quand plusieurs liaisons sont interconnectées entre plusieurs utilisateurs, on obtient un réseau, comme le réseau téléphonique ou Internet.

### Médias de transmission

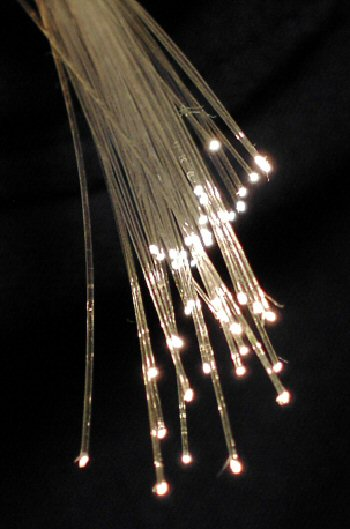
Fibres optiques.

La transmission s'effectue par différents médias selon les systèmes. Historiquement le fil téléphonique fut le premier support de télécommunication et permit le développement du télégraphe et du téléphone. Il est toujours le média principal pour le raccordement aux réseaux téléphoniques et aux réseaux informatiques (téléphone, fax, minitel, internet…), sous forme de paire(s) torsadée(s).
Le câble coaxial était le média du haut débit avant l'apparition des fibres optiques, il est toujours utilisé dans les réseaux industriels en raison de sa robustesse face aux perturbations. C'est aussi le support de prédilection pour les raccordements en radiofréquence à l'intérieur d'un équipement, parfois remplacé par le guide d'ondes pour les transmissions de micro-ondes de forte puissance.
La fibre optique, qui raccorde progressivement les abonnés en ville, est aussi le média des câbles sous-marins modernes. C'est un fil en verre ou en plastique très fin qui a la propriété de conduire la lumière.
La radiocommunication, qui peut être définie comme toute communication par l'intermédiaire de l'espace hertzien, a révolutionné les télécommunications au début du XXe siècle. C'est le média de la radiodiffusion de programmes, des services de communications en radiotéléphonie, des réseaux de téléphonie mobile, du Wi-Fi, des loisirs radio comme le radioamateurisme, des liaisons par satellite de télécommunications ou par faisceau hertzien, aussi bien que des simples télécommandes domestiques. La radioélectricité étudie la transmission hertzienne, la propagation des ondes, les interfaces avec l'émetteur et le récepteur par l'intermédiaire des antennes.
Les liaisons optiques dans l'espace, donc non guidées par fibres, sont utilisées en communications par satellites, ainsi que dans des applications aussi simples que les télécommandes audio-vidéo.
Enfin, certains milieux ne peuvent être traversés que par des ondes acoustiques, c'est le cas des communications dans les mines, ou entre plongeurs, qui s’effectue par ondes ultra-sonores.

### Émetteur et récepteur

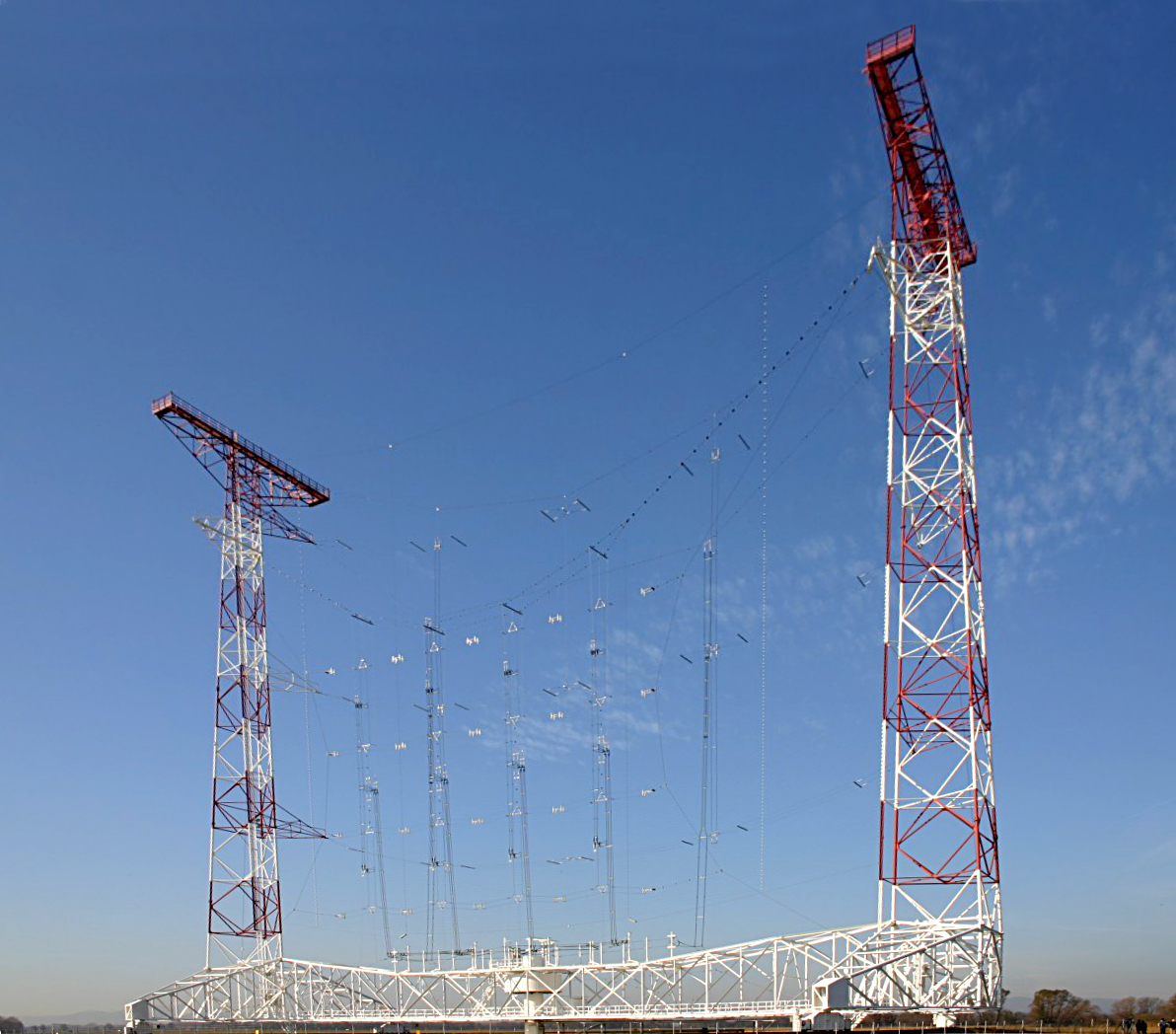
Antenne rideau HF de télécommunication.

Quel que soit le média de transmission, un émetteur convertit l’information en signal électrique, optique ou radioélectrique adapté au média, en le modulant et en l’amplifiant. Inversement, un récepteur convertit le signal transmis en information utilisable.
La technique de ces fonctions d’interface est donc très dépendante du média, de la fréquence d’utilisation, et surtout de la puissance nécessaire pour compenser les pertes de propagation. Ainsi, la transmission sur une ligne Ethernet par exemple n’utilise que quelques circuits intégrés et du câble de faible section, alors qu’une liaison vers une sonde planétaire demande des émetteurs de forte puissance et des antennes de plusieurs dizaines de mètres.
Dans un canal de transmission hertzien, le signal porté par l'onde radioélectrique est atténué par l'affaiblissement de propagation, les absorptions atmosphériques et les précipitations, et dégradé par les diffractions et réflexions. L'équation des télécommunications inclut tous ces facteurs et détermine la puissance et les antennes nécessaires.
L'antenne radioélectrique convertit les signaux électriques en onde radioélectrique à l'émission, et inversement en réception. De nombreux types d'antennes ont été développés, selon la fréquence d'utilisation, le gain nécessaire et l'application, depuis les antennes miniatures intégrées aux téléphones mobiles, jusqu'aux paraboles géantes de radioastronomie.
Dans les applications bidirectionnelles, comme la radiotéléphonie, les deux fonctions peuvent être combinées dans un émetteur-récepteur. Un récepteur suivi d'un émetteur constituent un répéteur, par exemple sur un satellite de télécommunication, ou dans un câble sous-marin.

### Partage du média de transmission
Le partage du média entre utilisateurs se fait par les techniques d'affectation, de multiplexage et d'accès multiple.
L'affectation de fréquences par bande et par service sur le média hertzien est la première technique apparue pour empêcher les brouillages mutuels.
À l'intérieur d'une bande de fréquences, le multiplexage fréquentiel est la division d’un média de transmission en plusieurs canaux, chacun étant affecté à une liaison. Cette affectation peut être fixe, par exemple en radiodiffusion FM, une station émet à 96,1 MHz, une autre à 94,5 MHz. L’affectation des fréquences peut être dynamique comme en FDMA (Accès multiple par division en fréquence), utilisée par exemple lors de transmissions par satellite. Chaque utilisateur du canal y reçoit dans ce cas une autorisation temporaire pour une des fréquences disponibles.
En communications numériques, le multiplexage peut également être temporel ou par codage :
- les techniques d’étalement de spectre comme le (CDMA) sont utilisées notamment en téléphonie mobile. Chaque liaison y est modulée par un code unique d’étalement, pour lequel les autres utilisateurs apparaissent comme du bruit après démodulation ;
- le codage par paquets (TDMA) est la clé du système ATM de communications internationales et de tout le réseau internet. Chaque utilisateur y transmet des « paquets numériques » munis d’adresses, qui se succèdent dans le canal.

Le fonctionnement de ces techniques d’accès multiple nécessite des protocoles pour les demandes d’affectation, les adressages, dont le plus connu est le TCP/IP d'Internet.

### Traitement du signal
Le traitement du signal permet d'adapter l'information (sous forme de signal analogique ou numérique) au média de transmission et de la restituer après réception.
À l'émission, les techniques de compression permettent de réduire le débit nécessaire, idéalement sans perte de qualité perceptible, par exemple sur la musique (MP3) ou sur la vidéo (MPEG), les codages transforment le signal d’information binaire en une forme adaptée à la modulation.
À la réception, les opérations inverses sont effectuées : démodulation, décodage, correction et décompression. La correction d’erreur permet, grâce à un ajout d'information redondante par un code correcteur, de diviser de plusieurs ordres de grandeur le taux d’erreur.
Ces techniques varient selon que les signaux à transmettre soient analogiques, comme la musique, la voix, l’image, ou numériques, comme les fichiers ou les textes. Un signal analogique varie continûment alors qu’un signal numérique est une succession d’états discrets, binaires dans le cas le plus simple, se succédant en séquence.
Dans de nombreuses applications (TNT, téléphonie mobile, etc), le signal analogique est converti en numérique, ce qui permet des traitements plus efficaces, en particulier le filtrage du bruit. Seuls la modulation, l’amplification et le couplage au média restent alors analogiques.

### Systèmes de télécommunications
Un ensemble de liaisons et de fonctions permettant d'assurer un service, constitue un système de télécommunications.
Ainsi le système de satellites Inmarsat, destiné aux communications mobiles, comporte plusieurs satellites, plusieurs types de liaisons d'utilisateurs selon les débits et usages, des milliers de terminaux adaptés, et des liaisons de télémesure et de télécommande permettant le contrôle des satellites depuis les stations terrestres, celles-ci étant également connectées par des liaisons terrestres dédiées.

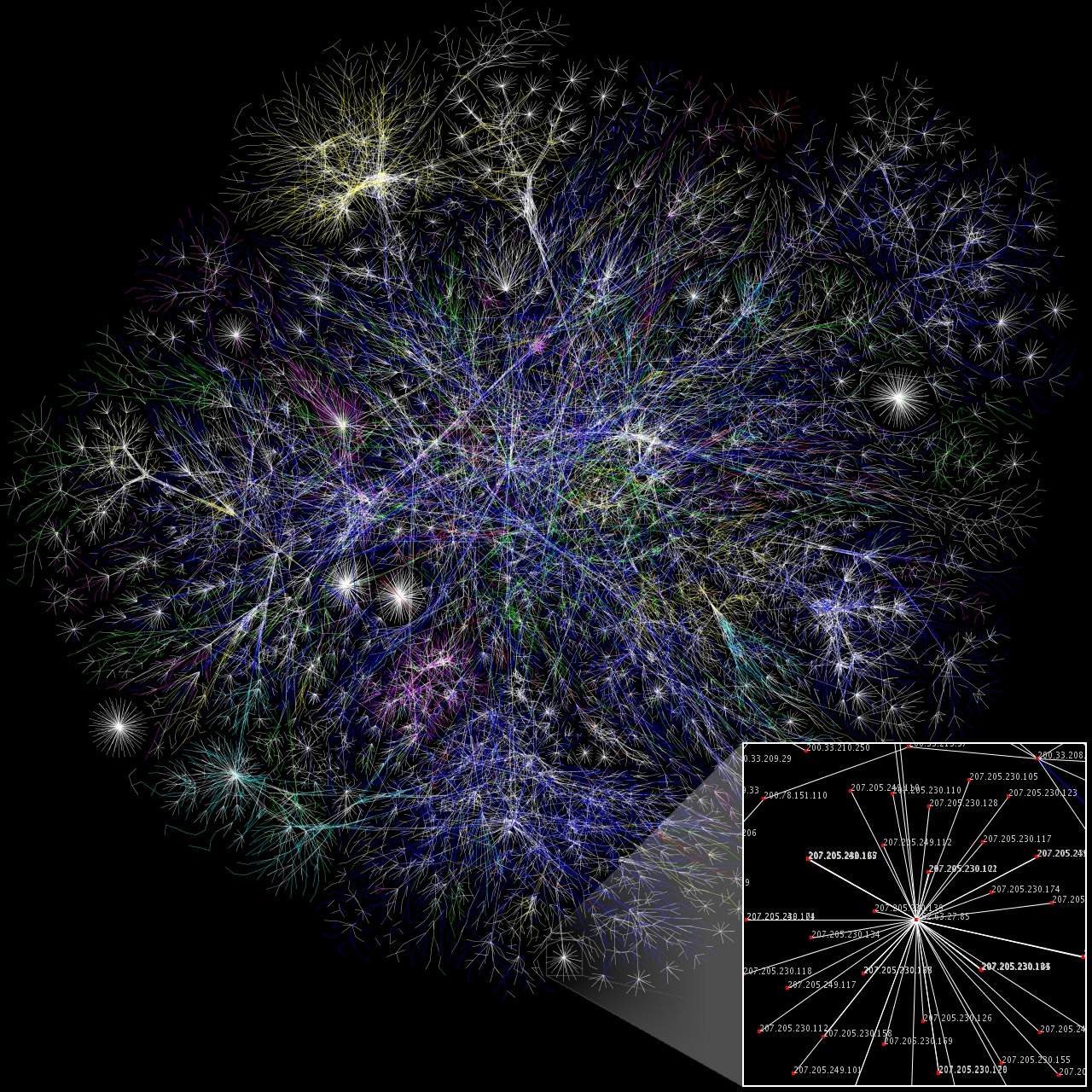
Visualisation des multiples chemins à travers une portion de l'Internet.

Un système de télécommunications peut avoir une architecture :
- de type « point à point », comme un faisceau hertzien, une fibre optique ou une liaison radiotéléphonique. Des répéteurs peuvent y être ajoutés pour amplifier et corriger les signaux ;
- de « diffusion », comme en télévision où un émetteur est reçu par des milliers de récepteurs ;
- de « collecte », comme en surveillance océanographique, où des centaines de capteurs sont reçus par un système central ;
- en structure de réseau, où un ensemble d’émetteurs et de récepteurs communiquent entre eux par des liaisons « étoilées » (topologie en étoile) ou « point à point ». C'est la plus commune.

Un réseau de radiotéléphonie de secours est un réseau simple entre un central et des mobiles, géré par des procédures radio et des opérateurs.
Un réseau commuté comme le réseau téléphonique fixe, comporte des liaisons individuelles d'abonnés comme une ligne analogique, une ligne RNIS ou une ligne ADSL, des centraux téléphoniques pour établir un circuit entre deux abonnés et des liaisons à haut débit pour relier les centraux téléphoniques.
Un réseau par paquet, comme Internet, comporte des routeurs qui aiguillent les paquets d’information d'une machine vers une autre désignée par son adresse IP.

## Applications

### Voix et son

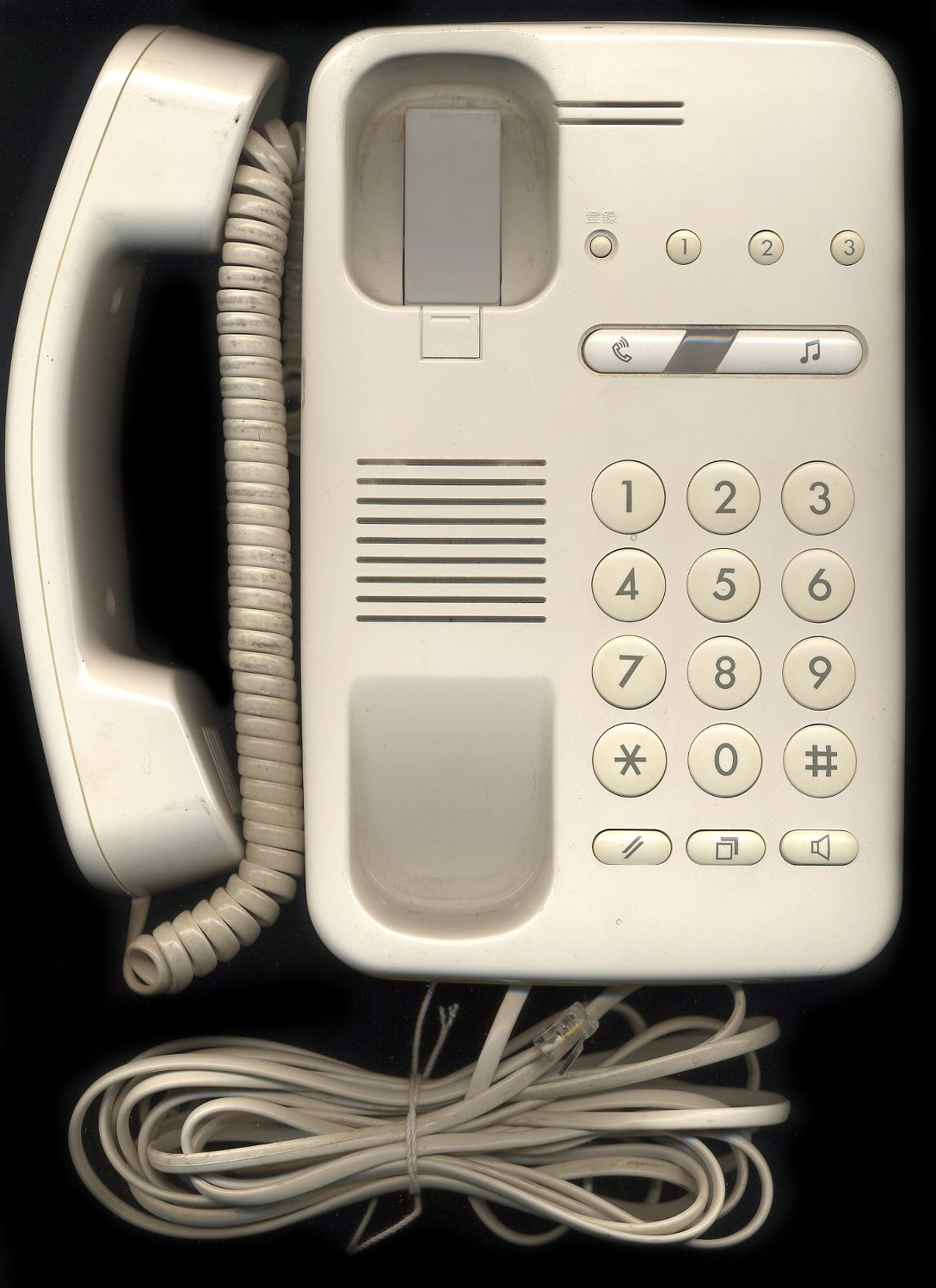
Téléphone filaire du début des années 2000.

Le transport de la voix par la téléphonie, fut la première avancée des télécommunications, juste après les premiers télégraphes. Le téléphone est l'appareil qui sert à tenir une conversation bidirectionnelle avec une personne lointaine. Il est utilisé à titre privé, pour garder le contact avec ses proches ou à titre professionnel, pour échanger des informations orales sans avoir à se rencontrer physiquement.
La téléphonie qui repose sur le réseau téléphonique permet également des services plus avancés tels que la messagerie vocale, la conférence téléphonique ou les services vocaux. La ligne téléphonique sert aussi de solution d'accès à Internet, d'abord avec un modem en bas débit, puis en haut débit grâce à l'ADSL.
La radiotéléphonie, c’est-à-dire la communication à distance sans fil, a d'abord été appliquée aux communications maritimes pour en accroître la sécurité, puis militaires dès la première guerre mondiale, avant de devenir un média populaire avec la TSF. La radiotéléphonie est encore le moyen principal de communication du contrôle aérien, des liaisons maritimes par la radio maritime et des liaisons de sécurité (police, secours). C'est aussi l'activité principale du radioamateurisme.
La radiodiffusion est la distribution de programmes à partir d'un émetteur vers des auditeurs équipés d'un récepteur. D'abord en modulation d'amplitude en basse fréquence (GO) et moyenne fréquence (PO), puis en modulation de fréquence en VHF, elle évolue vers la radio numérique, diffusée par satellite ou en VHF terrestre.
La téléphonie mobile offre la possibilité de téléphoner sans connexion filaire soit par une solution terrestre basée sur des zones de couverture hertzienne d'antennes-relais, soit par satellite. Le développement de ce moyen de communication est un phénomène de société remarquable de la fin du XXe siècle. Le geste de téléphoner dans la rue devient banal, au point d'inquiéter sur ses risques sanitaires et de créer un langage particulier, le langage SMS. L'accès à Internet et aux chaînes de télévision est déjà facile sur les dernières générations de téléphones (smartphones).

### Image et vidéo
La transmission d’images fixes par ligne téléphonique remonte au bélinographe, et est toujours utilisée sous le nom abrégé de fax, comme échange de pages photocopiées, documents commerciaux ou technique. Le radiofacsimilé qui permet de transmettre des images par radio est utilisé surtout pour la diffusion de cartes météo, soit directement depuis les satellites d'observation, soit retransmises vers les navires ou les terrains d'aviation.

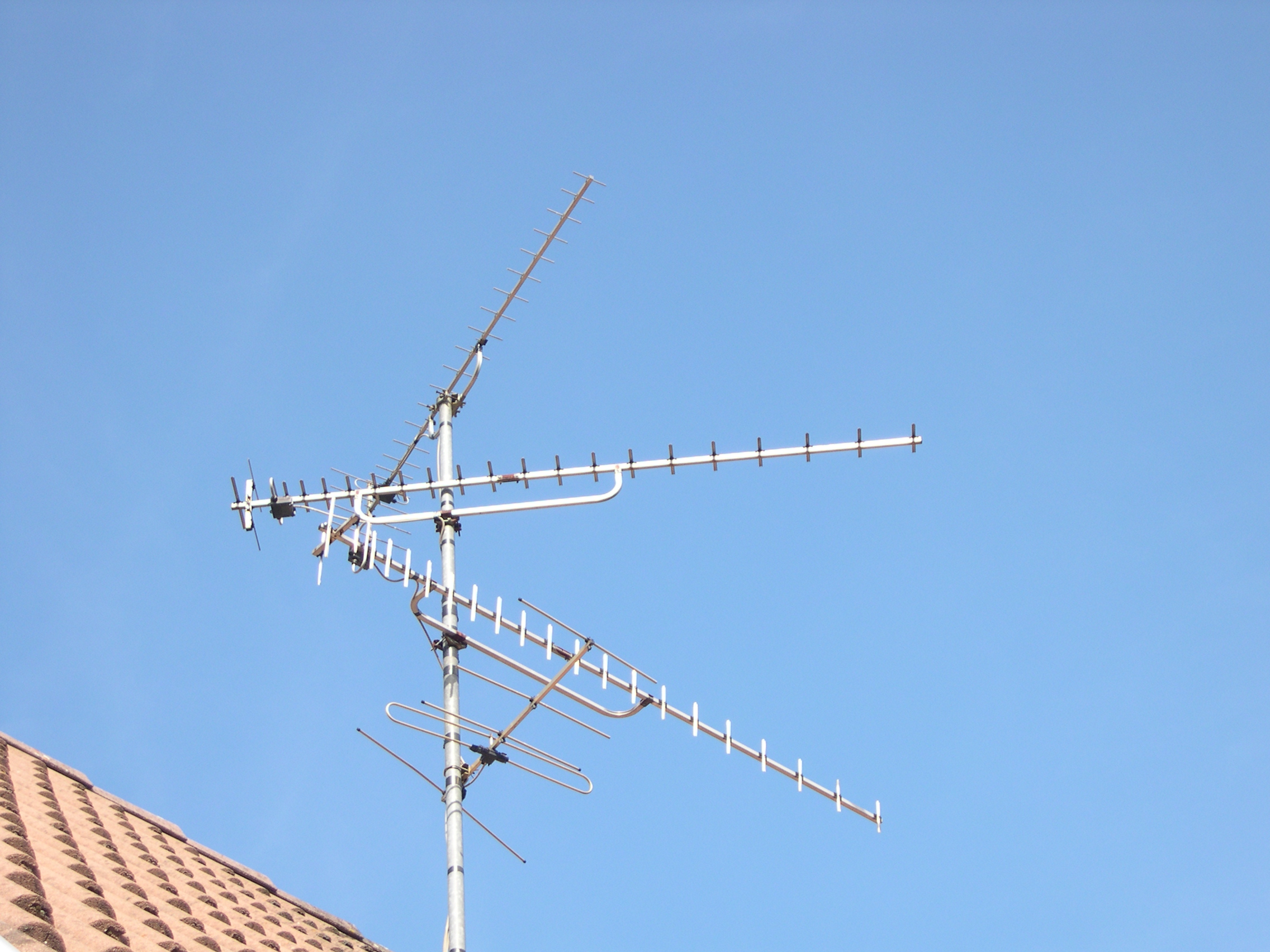
Antennes de télévision UHF.

Après le téléphone et la radio, la télévision est présente dans tous les foyers. Les forêts d'antennes yagi et de paraboles ont envahi les villes, les chaînes satellites, d'abord analogiques puis numériques ont multiplié les programmes nationaux et internationaux.
Les récepteurs modernes à plasma ou LCD fournissent des images de haute qualité et la télévision numérique terrestre augmente encore le choix des usagers.
La transmission d’images simultanées à une liaison de téléphonie est possible grâce à la visioconférence utilisant des canaux à haut débit dédiés, par la transmission à balayage lent analogique ou SSTV, immortalisée par les premiers pas sur la lune, et par les techniques numériques nouvelles, webcam sur internet ou téléphone mobile de dernière génération.

### Cinéma
Préparation et présentation à Paris, le 29 octobre 2001,, de la première transmission de cinéma numérique par satellite en Europe d'un long métrage cinématographique par Bernard Pauchon, Alain Lorentz, Raymond Melwig et Philippe Binant,,. Cette démonstration marque l'origine, en France, de l'application des télécommunications à l'industrie cinématographique avec les retransmissions par satellites d'opéras et d'événements dans les cinémas, l'acheminement des rushes dans les salles de vision et des films dans les salles de cinéma.

### Texte et données
Le télégraphe est l'ancêtre des transmissions de données et la première application des télécommunications : transmettre des caractères, donc un message, par signaux optiques, puis sur une ligne puis par ondes radio (Télégraphie sans fil). Le télétype puis le radiotélétype l'ont automatisé.
Un réseau informatique est un ensemble d'équipements reliés entre eux pour échanger des informations. Quoique l'Internet ne soit pas le seul système de réseau informatique, il en est presque devenu synonyme. La structure d'Internet est complexe et peut se séparer en plusieurs parties :
- des fonctions de communication (les lignes d'abonnés, les modems, les routeurs qui connectent au web) ;
- des fonctions de transport entre utilisateurs (les protocoles, les serveurs…) ;
- des applications qui fournissent le service final (messagerie, image, voix, moteur de recherche, etc.).

La télémesure, terrestre comme en hydrologie ou en météorologie, ou spatiale comme les images météosat ou celles des sondes planétaires lointaines, permet la surveillance des installations industrielles, augmente notre connaissance de l’environnement, du climat ou de l’univers.
La télécommande, la plus simple comme en domotique ou en HiFi et vidéo, ou la plus complexe comme celle des robots martiens, est la commande à distance sans fil, optique ou radio, généralement couplée à la télémesure.

### Autres applications
Le signal radioélectrique peut contenir d'autres informations, comme des paramètres permettant les calculs de position, le temps universel, la détection de cibles ou la cartographie du terrain.

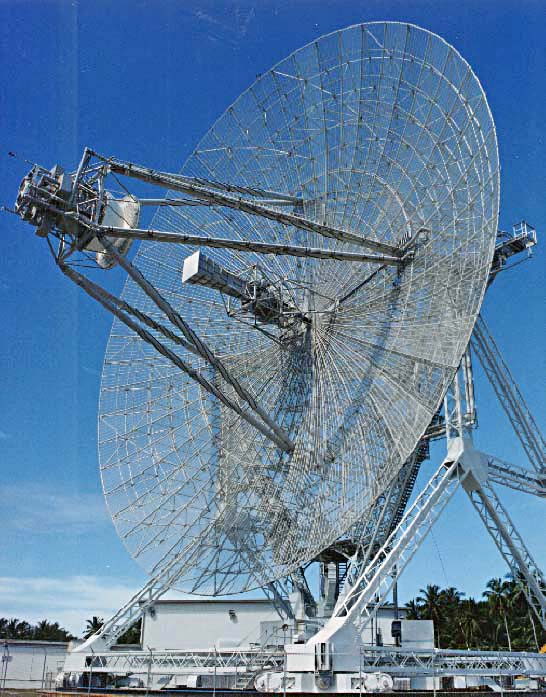
Cette antenne radar longue portée est connue sous le nom ALTAIR. Elle se trouve sur l'atoll Kwajalein des Îles Marshall.

RadarQuoique le radar ne soit pas à proprement parler un système de communication, mais de télédétection, ses techniques combinent micro-onde, traitement du signal, radioélectricité, et peuvent être rattachées au monde des télécommunications. Initialement développé pour la détection des raids aériens, le radar est très vite installé sur les navires, puis les avions. D'abord militaire puis civil, les contrôles aérien et maritime utilisent intensivement le radar pour la sécurité. Enfin, le radar météorologique permet de cartographier les pluies et nuages, y compris depuis les satellites d'observation.

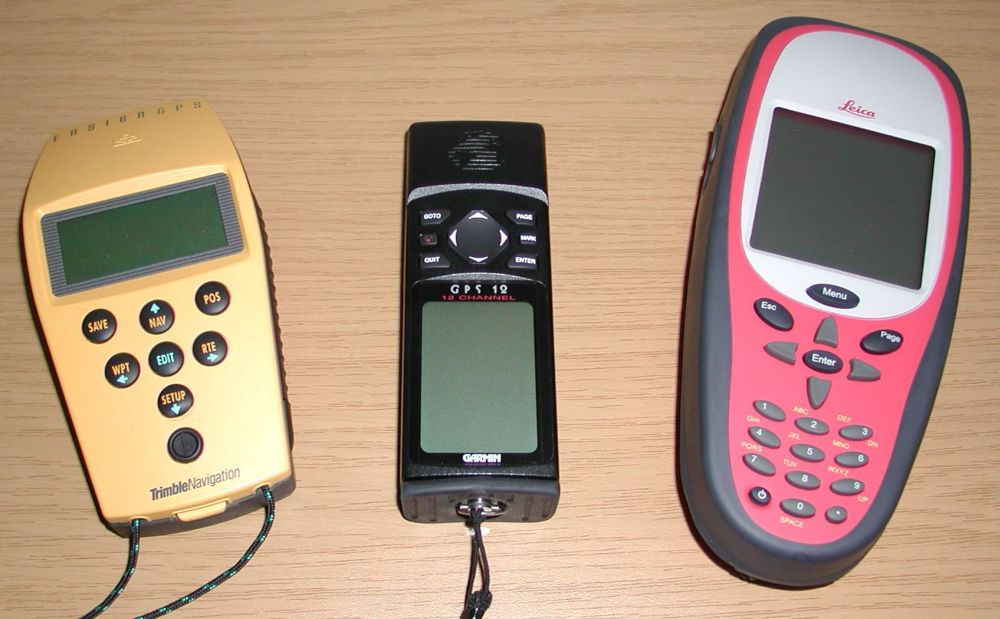
Trois récepteurs GPS.

RadionavigationLa radionavigation a permis, dès les débuts de la radio, d'aider à la navigation maritime puis aérienne, grâce à la radiogoniométrie et aux radiophares, puis aux systèmes hyperboliques comme le LORAN. Les systèmes de navigation par satellite comme le GPS ou Galileo sont devenus des équipements courants des véhicules. Les systèmes d'identification automatique comme l'AIS et de détection d'obstacle améliorent la sécurité de la navigation. La diffusion du temps universel et de signaux horaires est intégrée aux signaux de radionavigation GPS actuels, mais a longtemps été un service spécifique d'aide à la navigation astronomique, ou de synchronisation scientifique, par émissions HF comme le WWV, ou BF comme l'émetteur d'Allouis ou le DCF77.
ConfidentialitéPour leurs télécommunications, les militaires utilisent des méthodes de discrétion comme l'évasion de fréquence, et le chiffrement, sur des réseaux de radiotéléphonie HF et VHF, ou des satellites dédiés, comme Syracuse. Les gouvernements utilisent également les techniques radioélectriques dans un but de renseignement électromagnétique, comme le système Echelon d'écoute satellitaire, ou des systèmes de brouillage et de contre-mesures radioélectriques.

## Télécommunications et société
Les télécommunications représentent un secteur d'activité économique significatif.

### Télécommunications et développement

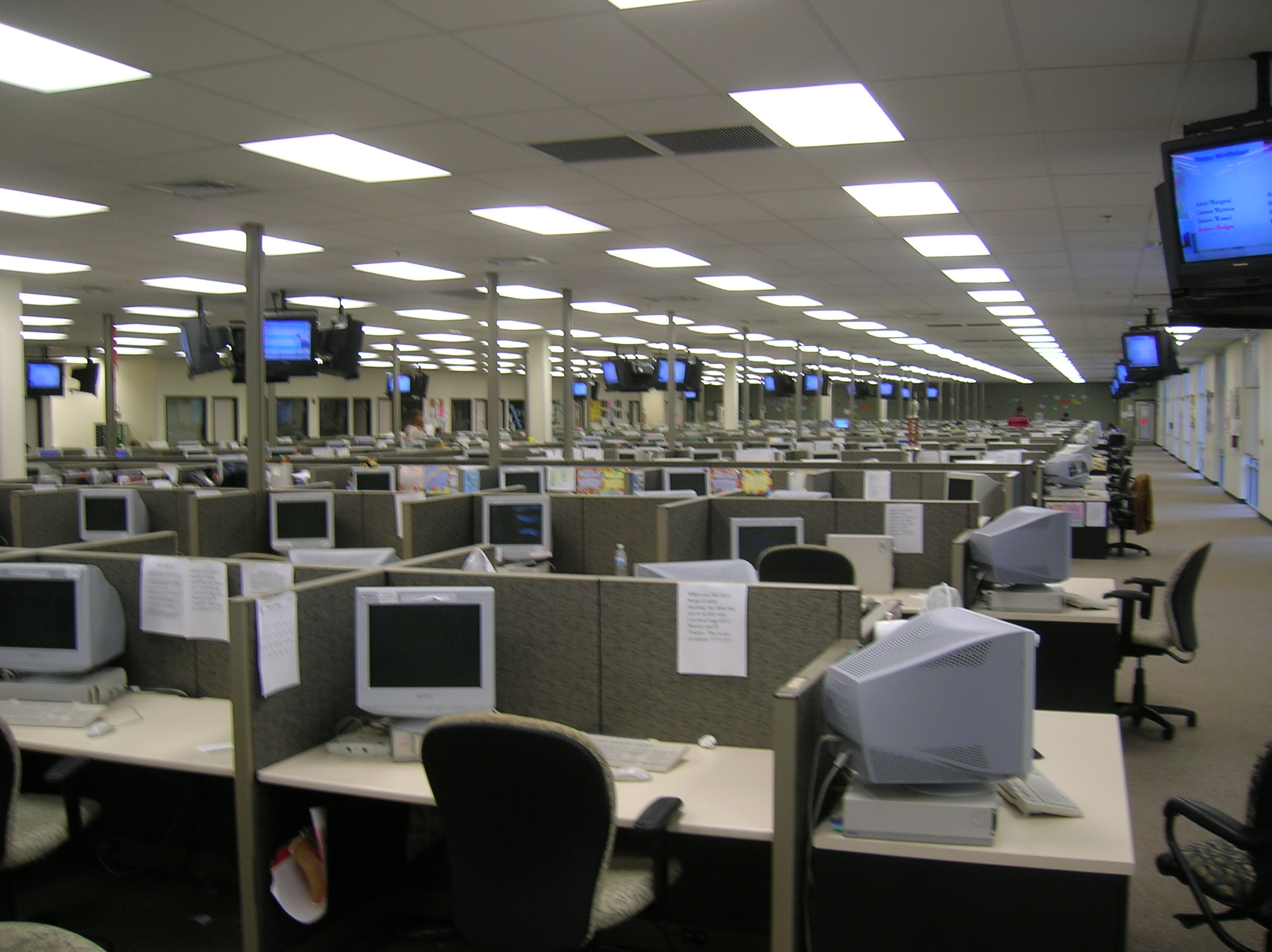
Un vaste centre d'appel situé à Lakeland, en Floride.

Les télécommunications sont un élément crucial de la société moderne. En 2006, l’industrie des télécommunications représentait un revenu de 1 200 milliards de dollars, soit 3 % du revenu mondial.
Plus précisément en France, le secteur des télécoms représente le quart de la croissance entre 2000 et 2008, 300 000 emplois en 2010 et plus de six milliards d'euros d'investissements annuels par les opérateurs, notamment pour le développement des réseaux fixes et mobiles. C'est le premier secteur d'investissement privé dans les infrastructures d'après une analyse de Arthur D. Little pour la Fédération française des télécoms sur la base de données Insee.
À l’échelle microéconomique, les entreprises utilisent les télécommunications pour construire leur activité, comme les ventes en ligne, ou améliorer leur efficacité, comme les magasins traditionnels. Dans le monde entier, des services à domicile peuvent être obtenus sur simple appel téléphonique, des livraisons de pizzas au dépannage. Dans les communautés les plus pauvres, le téléphone mobile sert aussi bien au Bangladesh qu’en Côte d'Ivoire pour négocier les ventes agricoles au meilleur prix du marché.
En raison des avantages économiques d’une infrastructure correcte de télécommunications, à laquelle une grande partie du monde n’a pas accès, l’écart de développement par manque de télécommunications, ou fracture numérique, peut se creuser.

### Culture et télécommunications
Les télécommunications modernes permettent de transmettre des images, du son et du texte dans le monde entier. Ces moyens techniques sont neutres par rapport à leur contenu. Cependant, les télécommunications sont à l'origine de débats en termes d'uniformisation de la culture, d'identité nationale ou, au contraire, de nouvelles possibilités d'expression, de communication permettant de s'affranchir des frontières et des espaces traditionnels.
Le développement des moyens de transmission hertzien, terrestre puis satellitaire, a favorisé le déploiement à grande échelle des médias de masse (radio, télévision…) dans les sociétés, modifiant ainsi les modes de pensée et les schémas culturels traditionnels. Par exemple, pendant la guerre froide, la radio reçue internationalement en ondes courtes depuis les émetteurs américains vers la RDA, russes vers l'Europe ou chinois installés en Albanie, a servi de média de propagande entre deux idéologies. La télévision par satellite dont les paraboles garnissent les immeubles des banlieues européennes, permet aux communautés minoritaires de garder leur lien culturel.
Enfin, la convergence des réseaux numériques et des infrastructures de télécommunications mondiales permet de se connecter au Web par le biais du réseau Internet presque en tout point de la surface terrestre. Ce nouveau mode de communication transforme progressivement les manières d'échanger, de communiquer et de travailler non seulement dans une société, mais aussi entre sociétés de cultures différentes.
Cependant, on trouve aussi sur le Web par exemple des albums CD et des films avant leur mise en vente, ce qui provoque des réactions restrictives, voire policières, des grands distributeurs. Les informations vraies ou fausses peuvent circuler en quelques jours, les groupes extrémistes ou criminels peuvent s'organiser sans limitation.

### Entreprises de télécommunications
Les industriels des télécommunications conçoivent et produisent des équipements et des logiciels destinés aux télécommunications. Ils participent aussi à la normalisation en proposant de nouvelles solutions aux organismes de standardisation.
Les constructeurs peuvent être des entreprises multinationales issues de plusieurs fusions-acquisitions comme Aastra, Alcatel-Lucent, Nokia-Siemens ou des start-up comme Fortinet. Ils sont d'Amérique du Nord : Cisco, 3Com (maintenant HP), d'Europe : Ericsson, Nokia ou de Chine (ROC ou RPC) : Huawei, ZTE, D-Link.
Certains constructeurs se focalisent sur une technologie comme Extreme Networks sur Ethernet. D'autres, comme Cisco, essayent de couvrir la plupart des technologies, tous les marchés (particulier, entreprise, opérateur de télécommunications), tous les services (support, installation, architecture, etc.).
Un opérateur de télécommunications est une entreprise qui commercialise des services en utilisant des infrastructures de télécommunications. Cela peut être une entreprise indépendante qui possède ses réseaux, ou une filiale d'un constructeur, qui loue une capacité sur un réseau pour vendre des abonnements et des connexions individuelles, ou encore une ancienne entreprise publique propriétaire du réseau, comme les opérateurs historiques européens.
En 2011, les plus grands opérateurs mondiaux de télécommunications par nombre d'abonnés étaient :
- China Mobile : 649,56 millions
- Vodafone : 439,601 millions
- Telenor : 326 millions
- Bharti Airtel : 243,336 millions
- América Móvil : 236 millions
- Telefónica : 231,87 millions
- Orange : 232,5 millions au 30 septembre 2013
- Veon : 199 millions
- SingTel : 146 millions
- Axiata Group Berhad : 159,7 millions
- China Unicom : 169,7 millions
- Telia : 160 millions
- Saudi Telecom Company : 139 millions
- MTN Group : 137,47 millions
- Etisalat : 135 millions

Google, Apple ou Facebook tentent de se développer dans ce domaine avec leurs technologies d'infrastructure. Selon certains, ils pourraient ainsi concurrencer directement les acteurs majeurs des télécommunications.

### Organismes de normalisation et de standardisation
L'interopérabilité entre équipements ou systèmes différents nécessite des standards et des protocoles de télécommunications précis qui évoluent en versions successives selon les avances techniques. Un fabricant dont une ou plusieurs innovations sont à la base d'une norme ou d'un standard, est assuré de prendre une avance significative sur son marché. Les constructeurs d'équipements tissent donc des liens très étroits avec les organismes de normalisation et de standardisation.
Parmi les principaux organismes de normalisation-standardisation mondiaux, citons :
- l'ETSI : European Telecommunication Standards Institute ou Institut européen des normes de télécommunication ;
- l'UIT (Union internationale des télécommunications), en anglais : ITU : International Telecommunication Union ;
- l'IETF : Internet Engineering Task Force ;
- l'ATM Forum ;
- le 3GPP : 3rd Generation Partnership Project, responsable des normes de téléphonie mobile ;
- l'ANSI : American National Standard Institute ;
- l'IEEE: Institute of Electrical and Electronics Engineers.

### Administration des télécommunications
Pour optimiser l'utilisation du spectre de fréquence et limiter les interférences entre systèmes, les États s'accordent au niveau international :
- au niveau de l'Europe par le CEPT (Conférence européenne des administrations des postes et télécommunications) ;
- au niveau international par l'UIT - Union Internationale des Télécommunications (agence de l'ONU) ;
- par des révisions du « Règlement des Radiocommunications » ou RR qui sont décidées dans le cadre des CMR (Conférence Mondiale des Radiocommunications) appelées « WRC » (World Radiocommunication Conference) en anglais.

Chaque pays gère ces règlementations internationales à l'intérieur de ses frontières, sous le contrôle d'administrations nationales :
- la FCC (federal commission of communications) aux États-Unis ;
- l'ARCEP (autorité de régulation des communications électroniques et des postes) et l'ANFR (agence nationale des fréquences), en France.

Le secteur des télécommunications était historiquement lié à la puissance publique de chaque état et exploité par cet état. Depuis les années 1980-1990, un mouvement mondial de déréglementation (ou dé-régulation) du secteur des télécommunications est intervenu, amenant par exemple au dégroupage des réseaux téléphoniques.

## Télécommunications et philosophie
Le secteur des télécommunications a été profondément influencé en France par la philosophie des réseaux. Saint-Simon, souvent considéré comme l’un des précurseurs du socialisme, est à l’origine de ce concept. Il imaginait une société organisée en réseaux dans laquelle les échanges de connaissances, d’informations et de ressources seraient fluides et accessibles à tous. Son idéal était de créer une société où les élites techniques et scientifiques remplaceraient les classes dirigeantes traditionnelles.
Après la mort du philosophe en 1825, le saint-simonisme s'est constitué à l'origine comme une secte, avec des rituels et une hiérarchie spirituelle, mais il s’est rapidement transformé en un mouvement plus pragmatique visant à influencer les politiques industrielles et technologiques en France. Les disciples du mouvement, appelés saint-simoniens, cherchaient à concrétiser la vision de Saint-Simon à travers la construction de réseaux physiques et symboliques. Leur influence a été particulièrement forte dans la promotion du développement d’infrastructures telles que les chemins de fer, les canaux et, plus tard, les télécommunications, qui sont tous des systèmes basés sur l’idée d’interconnexion et de circulation de l’information.

## Télécommunication et environnement
Selon une étude du cabinet Gartner, en 2009, les secteurs des télécommunications et de l'information seraient responsables de 2 % des émissions anthropiques de gaz à effet de serre (équivalent à l'aviation). Selon l'IDATE, en 2010, on estime les rejets liés à l'activité télécoms dans les cinq grands pays européens à un peu plus de 30 Mt de CO2, soit 1,1 % de leurs émissions totales.
En France, pour ce qui est des consommations électriques, le secteur des télécoms représente 1,5 % des consommations. Cette part reste modérée au regard de sa contribution économique pour la France : plus de 2 % du produit intérieur brut en 2010.
Les opérateurs français ont signé en juillet 2010 une charte d'engagements volontaires pour le développement durable dont l'objectif est de diminuer l'impact environnemental des TIC.
En novembre 2011, ils ont réalisé le premier bilan d'application de cette charte dont le principal enseignement est que malgré une explosion des usages, les consommations électriques du secteur restent maîtrisées.